# Iheyaspira lequios
Iheyaspira lequios is een slakkensoort uit de familie van de Skeneidae. De wetenschappelijke naam van de soort is voor het eerst geldig gepubliceerd in 2000 door Okutani, Sasaki & Tsuchida.